# Alexandr Antipov
Alexandr Antipov (Unión Soviética, 9 de marzo de 1955) es un atleta soviético retirado especializado en la prueba de 10000 m, en la que consiguió ser medallista de bronce europeo en 1978.

## Carrera deportiva
En el Campeonato Europeo de Atletismo de 1978 ganó la medalla de bronce en los 10000 metros, con un tiempo de 27:31.50 segundos, llegando a meta tras el finlandés Martti Vainio que con 27:30.99 segundos batió el récord de los campeonatos y el nacional de su país, y del italiano Venanzio Ortis (plata).